# Philodromus glaucinus
Philodromus glaucinus är en spindelart som beskrevs av Simon 1870. Philodromus glaucinus ingår i släktet Philodromus och familjen snabblöparspindlar. Inga underarter finns listade i Catalogue of Life.